# 도호쿠 방송
도호쿠 방송은 미야기현에 처음 세워진 민영 방송국으로 라디오 방송국은 1952년 5월 1일, 텔레비전 방송국은 1959년 4월 1일 개국했다.
약칭은 TBC, 라디오 콜사인은 JOIR, 텔레비전 콜사인은 JOIR-DTV이다.
텔레비전 네트워크는 JNN·TBS, 라디오는 JRN과 NRN의 크로스 네트워크 방송국이다.

## 라디오 주파수
| 방송국·중계국        | 콜사인 | 주파수  | 출력 | 비고                         |
| -------------------- | ------ | ------- | ---- | ---------------------------- |
| 센다이 방송국        | JOIR   | 1260kHz | 20kW |                              |
| 게센누마 중계국      | JOIO   | 801kHz  | 100W |                              |
| 나루코 중계국        | -      | 1557kHz | 100W | JOIE라는 콜사인이 존재했었음 |
| 시즈가와 중계국      | -      | 1215kHz | 100W |                              |
| 센다이 FM 보완중계국 | -      | 93.5MHz | 5kW  |                              |

## 연혁
- 1950년 6월 1일 - 민간방송 개설을 신청한 가호쿠 방송·도호쿠 방송·센다이시영 방송의 삼자가 면허 신청 일원화를 결정
- 1951년 1월 15일 - 회사명을 라디오 센다이로 결정
- 1951년 1월 17일 - 라디오 센다이, 방송국 개설을 신청
- 1951년 4월 21일 - 라디오 센다이에 예비 면허 교부(호출 부호 JOIR)
- 1951년 11월 30일 - 창립 총회 개최, 회사명을 센다이방송 주식회사로 결정
- 1951년 12월 10일 - 센다이방송 주식회사 설립(현재의 센다이 방송과는 관계없음), 통칭은 라디오 센다이
- 1952년 3월 26일 - 시험 전파 발사
- 1952년 4월 5일 - 면허교부와 동시에 서비스 방송 개시
- 1952년 5월 1일 - 일본 11번째, 도호쿠 지방 첫 번째 민영 라디오 방송국으로서 라디오 본방송 개시(출력 3kW).
- 1953년 1월 26일 - 회사명을 도호쿠 방송 주식회사로 변경
- 1955년 10월 1일 - 약칭을 TBC로 결정
- 1959년
  - 4월 1일 - 미야기현 첫 텔레비전방송 개시
  - 8월 1일 - 뉴스 네트워크 JNN발족과 동시에 가맹
- 1962년 10월 1일 - 센다이방송 개국에 의해 니혼 TV·후지 TV 프로그램 전부, NET-TV 프로그램 대부분이 중단된다.
- 1964년 9월 23일 - 컬러 방송 개시
- 1965년 5월 2일 - TBS 라디오를 중심국으로 한 라디오 네트워크 JRN 발족과 동시에 가맹.
- 1965년 5월 3일 - 닛폰 방송과 분카 방송을 중심국으로 한 라디오 네트워크 NRN 발족과 동시에 가맹.
- 1970년 10월 - 올나이트 니폰방송 개시
- 1972년 3월 1일 - 출력을 20kW로 증력
- 1975년 10월 1일 - 히가시닛폰 방송개국에 의해 남아 있던 NET-TV(일본교육 TV) 프로그램이 중단되어 도쿄 방송 완전가맹국이 된다.
- 1980년 3월 20일 - 텔레비전 음성다중방송 시작
- 1991년 4월 23일 - SNG 고정형 지구국 완성
- 2005년 12월 1일 - 지상파 디지털 텔레비전 본방송을 개시(NHK 센다이 방송국, 센다이 방송, 미야기 TV 방송도 동일 개시)
- 2006년4월 21일 - 원세그개시
- 2012년 3월 31일 - 지상파 아날로그 텔레비전 방송 종료.
- 2017년 5월 1일 - 센다이 FM 보완중계국 개국
- 2020년 1월 6일 - CI 변경(대문자 TBC에서 소문자 tbc로)

## 텔레비전 네트워크 변천사
- 1959년 4월 1일 도호쿠 지방에서 첫 번째로 텔레비전 방송 개시.니혼TV·라디오도쿄 TV·후지 텔레비전·일본교육테레비와 네트워크 관계를 맺는다.
- 1959년 8월 1일 뉴스 네트워크 JNN에 가맹.뉴스는 라디오도쿄테레비, 그 이외의 프로그램은 TBS계 프로그램을 중심으로 한 프리 네트워크 방송이 된다.
- 1962년 10월 1일 센다이 방송개국에 의해 후지 TV·니혼TV 프로그램이 중단된다. 그리고 NET-TV의 프로그램도 대부분 센다이 방송으로 이행되었다.
- 1967년 6월 민간방송 교육협회에 가맹.
- 1975년 3월 31일 준 중심방송국 네트워크 교체에 의해 간사이 준 중심방송국을 마이니치 방송으로 변경하지만 일부 아사히 방송 제작 프로그램은 프로그램 판매 형식으로 계속 방송했다.
- 1975년 10월 1일 히가시닛폰 방송 개국에 의해 민간방송 교육협회 제작 프로그램을 제외한 나머지 NET-TV 프로그램이 중단되면서 도쿄방송 완전가맹국이 되었다.

## 보충서술
- 1950년대 전반 아오모리현에 라디오 방송국을 설치하려고 했으나 아모모리현의 지역신문인 도오일보가 라디오 아오모리(현재의 아오모리 방송)을 개국시키면서 무산되었다.
- 텔레비전 방송국 개국전후로 니혼TV 자본이 많이 투자되었던 시절이 있었지만 도호쿠방송 사사에는 그러한 사실이 기록되어 있지 않다.
- 같은 현에 있는 ANN계열 방송국 히가시닛폰 방송과 대조적으로 도호쿠 지역의 다른 JNN계열국과 프로그램을 만드는 일이 극히 적다.
- 도호쿠방송에 소속된 차량의 차량번호는 대부분 라디오 주파수와 1260번이며 라디오 주파수인 1260KHz는 1978년 전 세계적으로 실시한 중파방송국 주파수 간격 이동때도 변경된 적 없이 계속 사용되고 있다.[1]

## 미야기현에 있는 다른 텔레비전·라디오 방송국
- NHK 센다이 방송국
- 센다이 방송(OX)(후지 TV 계열)
- 미야기 TV 방송(MMT)(니혼 TV 계열)
- 히가시닛폰 방송(KHB)(TV 아사히 계열)
- FM센다이(JFN 계열)